# (160256) 2002 PD149
2002 بي دي 149 (ويعرف أيضًا باسم (160256) 2002 بي دي 149 وفق تسمية الكوكب الصغير) (بالإنجليزية: 2002 PD149)‏ هو كويكب ضمن حزام الكويكبات؛ وترتيبه 160256 من حيث الاكتشاف.
اكتُشف هذا الجُرم الفلكي بواسطة مارك ويليام بوي في 10 أغسطس 2002.

## وصلات خارجية
- (160256) 2002 PD149 في قاعدة بيانات مختبر الدفع النفاث لأجرام النظام الشمسي الصغيرة

- الاكتشاف · مخطط المدار ·  العناصر المدارية · المعلمات المادية

- (160256) 2002 PD149 على موقع ويكي سكاي: DSS2, SDSS, GALEX, IRAS, Hydrogen α, X-Ray, Astrophoto, Sky Map, Articles and images